# Ethan Berends
Ethan Berends (Coffs Harbour, 9 oktober 1998) is een Australisch wielrenner die anno 2018 rijdt voor Mobius BridgeLane.

## Carrière
In 2018 behaalde Berends zijn eerste UCI-overwinning toen hij de beste was in de Nieuw-Zeelandse eendagskoers Gravel and Tar. Hij versloeg Michael Torckler en Hayden McCormick in een sprint met drie.

## Overwinningen
2018
Gravel and Tar

## Ploegen
- 2018 –  Mobius BridgeLane

Berends · Coyle · Donohoe · A. Evans · B. Evans · Kergozou · Livingstone · Lyons · Murtagh · Newbery · Reynolds